# Ligkiste
En ligkiste eller blot kiste er en kiste der anvendes enten til visning, begravelse eller ligbrænding af døde mennesker.
I Danmark er det et lovkrav at alle afdøde begraves eller kremeres i en kiste.
Ved transport over landegrænser skal den afdøde placeres i en såkaldt zinkkiste, som lukkes til for at kroppen ikke spreder sygdomme under transporten.
Kister vejer normalt mellem 35 og 75 kg. Zinkkister vejer mellem 20-30 kg.

## Papligkiste og papirligkiste
Fra omkring 2024 sælges ligkister med genbrugspapkasseindlæg. Der sælges også ligkister af papir med lidt bambus.